# Plectranthus caninus
Plectranthus caninus es una planta herbácea de la familia Lamiaceae, nativa del este de África y sur de Asia. Bajo el nombre "Coleus canina", es vendida como un repelente natural contra perros y gatos, aunque no existe una investigación real que apoye este uso. Esta planta enraíza fácilmente de gajo directamente en la tierra, incluso basta con que los tallos toquen el suelo. Prefiere sol pleno. En clima mediterráneo tolera relativamente el frío aunque se nota cierto deterioro de las hojas, sin llegar a morir.
Tanto las hojas como las flores de la planta son pegajosas al tacto y tienen un olor suave similar al tomillo con esencias cítricas. Los tallos son bastante rígidos y se rompen si se manipula mucho. 

## Clasificación
Esta especie fue descrita, en 1821, por el botánico alemán Albrecht Wilhelm Roth (1757-1834).

### Sinonimia
Según la WCSP de Kew : 
- Coleus caninus (Roth) Vatke
- Majana canina (Roth) Kuntze

### Lista de subespecies
Según Kew al 30 de noviembre de 2015:
- subespecie Plectranthus caninus subsp. caninus.

Sinonimia :
- Germanea crassifolia Poir.
- Ocimum monadelphum R.Br. ex Roth
- Coleus spicatus Benth. in N.Wallich
- Coleus heynei Benth.
- Plectranthus monadelphus Roxb.
- Majana spicata (Benth.) Kuntze
- Coleus spicatus var. rondinella Spreng.
- Coleus pachyphyllus Gürke
- subespecie Plectranthus caninus subsp. flavovirens (Gürke) A.J.Paton.

Sinonimia :
- Coleus flavovirens Gürke
- Coleus omahekensis Dinter